# Remigiusz Sobociński
Pour les articles homonymes, voir Sobociński.
Remigiusz Sobociński, né le 11 mars 1974 à Iława, est un footballeur polonais. Il occupe actuellement le poste d'attaquant au GKS Wikielec.

## Biographie
Remigiusz Sobociński commence sa carrière au Jeziorak Iława, le club de sa ville. Il y joue deux saisons et demie, avant de partir à l'Amica Wronki. En huit années, il marque l'histoire du club, en disputant deux-cent-huit matches toutes compétitions confondues. Même s'il ne marque pas beaucoup de buts, il est à chaque fois conforté dans sa position, remporte trois coupes nationales d'affilée et deux supercoupes et joue régulièrement des matches européens. C'est seulement en 2005 qu'il se voit indiquer la porte de sortie, juste avant la fusion du club avec le Lech Poznań. Il rejoint alors le Jagiellonia Białystok, et forme un bon duo avec le Serbe Vuk Sotirović. En 2008, Sobociński suit son coéquipier au Śląsk Wrocław, mais contrairement à lui, il ne trouve plus le chemin des filets. Les dirigeants le mettent alors sur la liste des transferts. Il fait le choix du cœur, et revient au Jeziorak Iława, alors pensionnaire de troisième division.

## Palmarès
- Vainqueur de la Coupe de Pologne : 1998, 1999, 2000
- Vainqueur de la Supercoupe de Pologne : 1998, 1999
- Finaliste de la Supercoupe de Pologne : 2000
- Finaliste de la Coupe de Pologne : 2002
- Vainqueur de la Coupe de la Ligue polonaise : 2009